# Arnau Roger I de Pallars Sobirà
Arnau Roger I de Pallars Sobirà (ca. 1236 - 1288) fou comte del Pallars Sobirà de la segona dinastia entre 1256 (1267 segons l'Enciclopèdia Catalana) i 1288. Fou un estret col·laborador de la monarquia aragonesa.

## Biografia
Arnau era fill dels comtes Roger II de Pallars Sobirà i la seva esposa Sibil·la de Saga. Tenia un germà més petit anomenat Ramon Roger. Jaume I el Conqueridor el va nomenar tutor dels joves germans Ermengol X d'Urgell i Àlvar II d'Àger.
Arnau Roger de Pallars prengué part activa en les revoltes nobiliàries contra Jaume el Conqueridor i Pere el Gran l'any 1275 i l'any 1280. Es casà per primer cop amb Sança de Vilamur. El 1281 va maridar per segona vegada amb la princesa romana d'Orient Lucrècia Làscaris de Ventimiglia, qui li va donar tres filles: Sibil·la, comtessa de Pallars Sobirà; Beatriu, que fou muller de Guillem IV d'Anglesola, i Violant. Posteriorment esdevingué un dels col·laboradors més fidels de la monarquia: va participar en l'expedició a Tunis de 1282, combaté a la Guerra de Sicília (1282-1289), i el 1285 aconsellà Pere el Gran en la defensa de l'Empordà contra els francesos durant la Croada contra la Corona d'Aragó.
En temps d'Alfons II el Franc va fer de mitjancer entre el rei i els nobles revoltats de la Unió Aragonesa quan el sorprengué la mort a l'edat de 52 anys. La seva vídua, Lucrècia Làscaris, va haver de lluitar contra els comtes de Comenge que volien apropiar-se del comtat perquè no hi havia barons per succeir-lo. Finalment va aconseguir proclamar comtessa de Pallars la seva filla Sibil·la I.